# Мілево-Випихи
Мілево-Випихи (пол. Milewo-Wypychy) — село в Польщі, у гміні Карнево Маковського повіту Мазовецького воєводства.
Населення — 31 особа (2011).
У 1975-1998 роках село належало до Цехановського воєводства.

## Демографія
Демографічна структура станом на 31 березня 2011 року:
|          | Загалом | Допрацездатний вік | Працездатний вік | Постпрацездатний вік |
| -------- | ------- | ------------------ | ---------------- | -------------------- |
| Чоловіки | 15      | 3                  | 10               | 2                    |
| Жінки    | 16      | 4                  | 10               | 2                    |
| Разом    | 31      | 7                  | 20               | 4                    |